# Narodni muzej kiparstva
Narodni muzej kiparstva je muzej v Valladolidu v Španiji, ki spada pod špansko ministrstvo za kulturo. Muzej ima obsežno zbirko kiparskih del od srednjega veka do 19. stoletja, pridobljenih od samostanov, donacij, vloge in pridobitve stanju.

## Zgodovina
Muzej je bil ustanovljen kot Deželni muzej lepih umetnosti 4. oktobra 1842 in je imel svoj prvi sedež v Palacio de Santa Cruz. Njegova zbirka je bila ustanovljena z umetninami iz samostanov zaprtih leta 1836, ko je nastopil liberalni režim, kot se je zgodilo tudi v evropskih državah v bližini.
Zaradi kakovosti umetnin in izpostavljenosti bogate lesne rezbarije, je pokrajinski muzej postal leta 1933 del Narodnega muzeja kiparstva in to na pobudo druge republike, predvsem zgodovinarja španskega kiparstva Ricarda s Orueta, generalnega direktorja za likovno umetnost, ki je namestil zbirko na novo prizorišče, kolegij San Gregorio. 
29 aprila 1933 se je preselil v Colegio de San Gregorio. Druge kratkoročne lokacije so bile v 16. stoletju Palacio de Villena in Palacio del Conde de Gondomar.
V času svojega obstoja se je zbirka kipov in slik povečala z donacijami in volili posameznikov, depozitov in predvsem z nakupi s strani države. Danes je to eden najbolj izvirnih evropskih muzejev.
Od leta 1990 se izvaja celovita prenova Palacio de Villena, pridobljene v letu 1986, ki se nahaja nasproti kolegija. V letu 1998 se je obnova palače začela, trajala naj bi deset let, arhitekta Fuensanta Nieto in Enrique Sobejano sta leta 2007 prejela državno nagrado za obnovo in ohranjanje kulturnih dobrin.
Zaradi edinstvene vrednosti te stavbe, njenega zgodovinskega pomena in njene ideološke bližine, se je julija 2008 preimenovala v Narodni muzej Colegio de San Gregorio. S prerazporeditvijo nacionalnih muzejev konec leta 2011, je dobil svoje spet ime  Narodni muzej kiparstva.
Zaradi vedno večjega števila eksponatov in potrebe po prostoru za njihovo hrambo, je bil muzej prisiljen, da poveča svoje prostore. Začetnemu Colegio de San Gregorio so dodali palačo Villena, ki se nahaja nasproti, potem kompleks palač grofa Gondomar, ločen od kolegija San Gregorio z vrtom in obsega palačo samo in njeno kapelo, cerkev San Benito el Viejo.
V času Velikega tedna v Valladolidu muzej da 104 slike (porazdeljene v ustrezne sklope) na procesijo bratovščin.

## Muzejska zbirka
Muzejska zbirka obsega dela od 13. do 19. stoletja, ki so bila narejena na Iberskem polotoku in v drugih regijah, zgodovinsko povezanih s Španijo (Italija, Flandrija, Južna Amerika). Prisotni so slikarji, kot so Rubens, Francisco de Zurbarán, Francisco Ribalta ali Luis Egidio Meléndez, osrednjo zbirko predstavljajo skulpture XV. do XVII. stoletja.

## Galerija

### Zbirka slik
- Pity by Pedro Berruguete, 1480
- Joanna of Castile, likely by Jacob van Lathem, over 1500
- Calvary by Antonio Moro, 1573
- The annunciation of Mary by Gregorio Martínez, 1596
- Democritus and Heraclitus by Rubens, 1603
- Temptations of San Antonio Abad by Jan Brueghel (first half of the 17th century)
- Allegory of the Immaculate Virgin by Juan de Roelas, 1616
- Presentation of the Child in the temple by Diego Valentín Díaz, 1650
- "St. Anthony of Padua" by Thomas Willeboirts Bosschaert, over 1650
- Saint Francisco and Saint Domingo in the refectory by Felipe Gil de Mena (second half of the 17th century)
- Still Live by Luis Egidio Meléndez, 1765

### Kipi

#### Srednjeveški kipi
- The Virgin with the child, anonymous, Castilian workshop, finally of the 13th century.

#### 15. stoletje
- Pity, anonymous (made in Germany), 1406-1415.
- Funerary Portrait of Luis Pimentel y Pacheco, anonymous, Lion workshop, 15th century.
- Altarpiece of the Virgin's life, anonymous, Antwerp workshop, over 1515.
- Bust of emperor Charles, young, anonymous, Flemish workshop, over 1520.
- Altarpiece of St. Jerome by Jorge Inglés.

#### Renesansa
- Holy family by Diego Siloe
- Virgin with child by Felipe Bigarny
- Sacrifice of Isaac by Alonso Berruguete
- Adoration of the Wizars by Alonso Berruguete
- The Death por Gil de Ronza, 1523.
- San José with the child by Pedro López de Gámiz (finally of 16th century)
- Old choir stalls under of the church of San Benito de Valladolid

Juan de Juni
- "St. Anthony of Padua" by Juan de Juni
- "The Holy Burial" by Juan de Juni
- "The Holy Burial" (detail)
- Saint John the Baptist by Juan de Juni

#### Barok
Gregorio Fernández
- Gregorio Fernández: Saint Diego of Alcalá, 1605.
- Gregorio Fernández: Thirst i have, 1612-1616.
- Gregorio Fernández: Road to Calvary, 1614.
- Gregorio Fernández: Saint Sebastián , 1615-1620.
- Gregorio Fernández: The Sixth Anguish (1616-1617).
- Gregorio Fernández: Lying Christ, 1627.
- Gregorio Fernández: Baptism of Christ, 1630.
- Gregorio Fernández: Saint Teresa of Jesus, 1624.

- The elevation of the Cross by Francisco del Rincón, 1604.
- Saint John the Baptist by Alonso Cano, 1634.
- Reliquary Retables of San Diego by Bartolomé Carducho, 1604-1606.
- Saint Eulalia by Luis Salvador Carmona (half of 18th century).
- Statue of the Duke of Lerma
- Saint Francis of Assisi by Francisco Salzillo, 18th century.
- Saint the Evangelist by Juan Martínez Montañés, 1638.
- Magdalene penitent by Pedro de Mena, 1663-1664.